# 城戸又一
城戸 又一（きど またいち、1902年10月3日 - 1997年8月22日）は、日本のジャーナリスト、評論家。東京大学名誉教授・創価大学名誉教授。

## 経歴
福岡県福岡市博多出身。1927年東京帝国大学文学部フランス文学科卒業、大阪毎日新聞社入社。1933年パリ特派員となり、ヒトラー出現からミュンヘン会談に至るヨーロッパ政局を報道する。帰国後、学芸部長、論説委員、論説副委員長を歴任。1951年単独講和に反対して毎日新聞を辞職。その後東京大学新聞研究所教授、1959年同所長。同志社大学教授、創価大学教授、放送批評懇談会会長、日本新聞学会会長を歴任。
編著に「講座現代ジャーナリズム」がある。1998年城戸又一賞が創設される。

## 栄典
- 勲三等旭日中綬章 - 1973年

## 著書
- 『素顔の社会主義国―十人のジャーナリストは報告する』（東洋書館、1956年）
- 『誤報』（日本評論社、1957年）
- 『ジャーナリストの原点』（大月書店、大月フォーラムブックス〈11〉、1982年）

### 共著
- 『講座現代ジャーナリズム 1』（時事通信社、1974年）
- 『講座現代ジャーナリズム 2』（時事通信社、1974年）
- 『講座現代ジャーナリズム 3』（時事通信社、1974年）
- 『講座現代ジャーナリズム 4』（時事通信社、1974年）
- 『講座現代ジャーナリズム 5』（時事通信社、1974年）
- 『講座現代ジャーナリズム 6』（時事通信社、1974年）

### 翻訳
- ピエール・ドノワイエ『世界の新聞』（白水社、文庫クセジュ、1953年）
- エミール・ボワヴァン『新聞の歴史』（白水社、文庫クセジュ、1961年）